# Flagelldictyna copalis
Genre
Espèce
Flagelldictyna copalis, unique représentant du genre Flagelldictyna, est une espèce fossile d'araignées aranéomorphes de la famille des Dictynidae.

## Distribution
Cette espèce a été découverte dans du copal de Madagascar. Elle date de l'Holocène.

## Publication originale
- Wunderlich, 2012 : New subrecent species in copal from Madagascar, and on the relationships of the Copaldictyninae Wunderlich 2004 (Araneae: Linyphiidae, Theridiidae, Dictynidae, and Titanoecidae). Beiträge zur Araneologie, vol. 7, p. 75–88.